# 聞いて元気週間
聞いて元気週間（きいてげんきしゅうかん）とは、ビデオリサーチが実施する聴取率調査の調査期間に合わせて東海ラジオ放送が実施する特別週間の通称である。

## 期間
4月・6月・10月・12月のそれぞれ1週間（おおむね第3週）に実施する。
中京圏では2006年まで6月と12月に2週間を聴取率調査としてきたため、その期間を「聞いて元気週間」としてきたが、2007年より上記の期間に変更されたためそのまま「聞いて元気週間」も変更となった。ただし2009年4月以降は実施されていない（ビデオリサーチ社の調査は前年度同様に実施されているため、全社あげてのキャンペーンとしては休止しているものと思われる。）

## 内容
期間中に全ワイド番組および野球中継番組に寄せられたFAX・メールの中から、抽選で海外旅行などの各種賞品をプレゼントする。また各番組においても知名度の高いタレントやアーティストをブッキングしたり、賞品の数・グレードを上げたりする。なお同期間中は関連会社である東海テレビ放送でもCMが流される。

## 対象番組
ビデオリサーチの調査そのものは非公開で行なわれているため、対象番組は明確になっていないが、東海ラジオの全ワイド番組およびドラゴンズガッツナイター、深夜のニッポン放送からのネット番組が対象となっていると思われる。

## 結果
従前は調査結果が放送中に伝えられることはなかったが、最近はホームページを通じて公表されるため、番組中に触れることも多くなってきた。